# Leiarius arekaima
Leiarius arekaima är en fiskart som först beskrevs av Jardine, 1841.  Leiarius arekaima ingår i släktet Leiarius och familjen Pimelodidae. Inga underarter finns listade i Catalogue of Life.